# Ernst Henning
Ernst Johan Henning, född den 21 januari 1857 i Uppsala, död den 4 januari 1929 i Danderyds församling, var en svensk botaniker och jordbruksforskare.
Henning blev filosofie doktor 1889, assistent vid Lantbruksakademins botaniska avdelning 1894, lektor i botanik, zoologi och trädgårdsskötsel vid Ultuna lantbruksinstitut 1898, samt professor vid Centralanstalten för försöksväsendet på jordbruksområdet och föreståndare för dess lantbruksbotaniska avdelning 1914–1923. 
Henning utgav tillsammans med Jakob Eriksson det stora arbetet Die Getreideroste (1896) och offentliggjorde ett flertal undersökningar över rostsvamparna och andra särskilt för lantbruksväxterna viktiga sjukdomsalstrande svampar, vidare över hattsvampar, sädesväxternas biologi, ägnade sig åt forstliga och agronomiskt växtfysionomiska studier med mera. Genom sina läroböcker i botanik och zoologi främjade han den högre lantbruksundervisningen.
Ernst Henning är begravd på Uppsala gamla kyrkogård.